# Cycnidolon sericeum
Cycnidolon sericeum är en skalbaggsart som beskrevs av Martins 1960. Cycnidolon sericeum ingår i släktet Cycnidolon och familjen långhorningar. Inga underarter finns listade i Catalogue of Life.